# О’Хэнлон, Джон (священник)
Джон О’Хэнлон (англ. John O'Hanlon) (1821, Страдбалли, графство Лиишь, Ирландия — 15 мая 1905, Дублин), псевдоним Lageniensis («Лейнстерец») — ирландский священник и историк Церкви, автор многотомных «Житий ирландских святых».
Родился в деревне Страдбалли, графство Лиишь, поступил в семинарию в Карлоу; вместе с родителями эмигрировал в США, где был рукоположён в священники в 1847 году. В 1853 вернулся в Ирландию, был приходским священником в Дублине (в 1880—1905 году — в приходе Сэндимаунт).
В США опубликовал «Краткую историю Ирландии» и «Путеводитель по США для эмигрантов», в Дублине — «Историю американцев в США», биографии святой Бригиты, святого Лаврентия О’Тула, Энгуса Келе Де и другие работы по истории ирландской церкви. Основным трудом О’Хэнлона были «Жития ирландских святых» (Lives of the Irish Saints), работу над которыми он начал в 1846 году. Первый том вышел в 1875-м году. Также написал двухтомную историю графства Лиишь (тогда графство Куинс), выпустил несколько поэтических сборников.

## Труды
- Работы Д. О’Хэнлона на archive.org: 1 2
- Путеводитель по США для ирландских эмигрантов